# TVぴあ
『TVぴあ』（テレビぴあ）は、ウィルメディア株式会社が発行し、出版社・プレイガイドのぴあ株式会社が発売していたテレビ情報誌。

## 歴史
- 1987年12月、情報誌「ぴあ」の姉妹版として関東版を創刊。その1年後の1988年12月に関西版が創刊された。当初はこの2版のみだったが、1999年に東海版、福岡・山口版、北海道・青森版の3つの地域版が発行を開始。全国主要5大都市をカバーするテレビ情報誌となった。
- オールカラーの誌面体裁を整えており、ジャンル別に色分けされた番組表を14日分（年末年始やお盆などは掲載日を拡大する場合がある）掲載している他、注目の番組やタレントについての写真グラフ特集を多数掲載している。
- 2016年1月27日発売号をもって休刊することを1月4日発売号で発表した[1]。

## 発売サイクルと定価
- 原則として隔週水曜日発行
- 1部定価 - 関東・関西版は280円、他の3地域版は260円

## 関連雑誌
- 月刊スカパー! (スカパー!の公認雑誌) - スカパー!とスカパー!プレミアムに番組を配信・提供している全てのチャンネルの番組をジャンルごとに1か月分詳細に掲載している。毎月24日発行で、定価480円。